# Wąkrotowate
Wąkrotowate (Hydrocotylaceae) – rodzina roślin okrytonasiennych wyróżniana w niektórych systemach klasyfikacyjnych, głównie w końcu XX wieku. W systemie Reveala z lat 1993–1999 rodzina zaliczana była do rzędu araliowców i obejmowała 9 rodzajów. We florze Polski dziko rosną spośród nich tylko dwa gatunki należące do dwóch rodzajów: jarzmianka (Astrantia L.) i wąkrota (Hydrocotyle L.). Po lepszym poznaniu powiązań filogenetycznych rodzina w ograniczonym ujęciu włączona została do araliowatych w systemach APG i w randze podrodziny tam pozostaje (także w systemie z 2009). 

## Systematyka
Pozycja w systemie Reveala (1993–1999)
Gromada okrytonasienne (Magnoliophyta Cronquist), podgromada Magnoliophytina Frohne & U. Jensen ex Reveal, klasa Rosopsida Batsch, podklasa dereniowe (Cornidae Frohne & U. Jensen ex Reveal), nadrząd Aralianae Takht., rząd araliowce (Araliales Reveal), rodzina wąkrotowate (Hydrocotylaceae (Link) N. Hyl.).
Pozycja systematyczna według APweb (aktualizowany system APG III z 2009)
Rodzina nie jest wyróżniana. Podrodzina Hydrocotyloideae z 5 rodzajami (w tym wąkrota Hydrocotyle) wchodzi w skład araliowatych Araliaceae. Pozostałe rodzaje (w tym jarzmianka Astrantia) włączane są do selerowatych (Apiaceae).
Wykaz rodzajów według systemu Reveala z lat 1993-1999
- Asteriscium Cham. & Schltdl.
- Astrantia L. – jarzmianka
- Azorella Lam.
- Bowiea Harv. ex Hook.f.
- Bowlesia Ruiz & Pav.
- Hydrocotyle L. – wąkrota
- Lagoecia L.
- Mulinum Pers.
- Xanthosia Rudge